# 施韋恩加滕湖

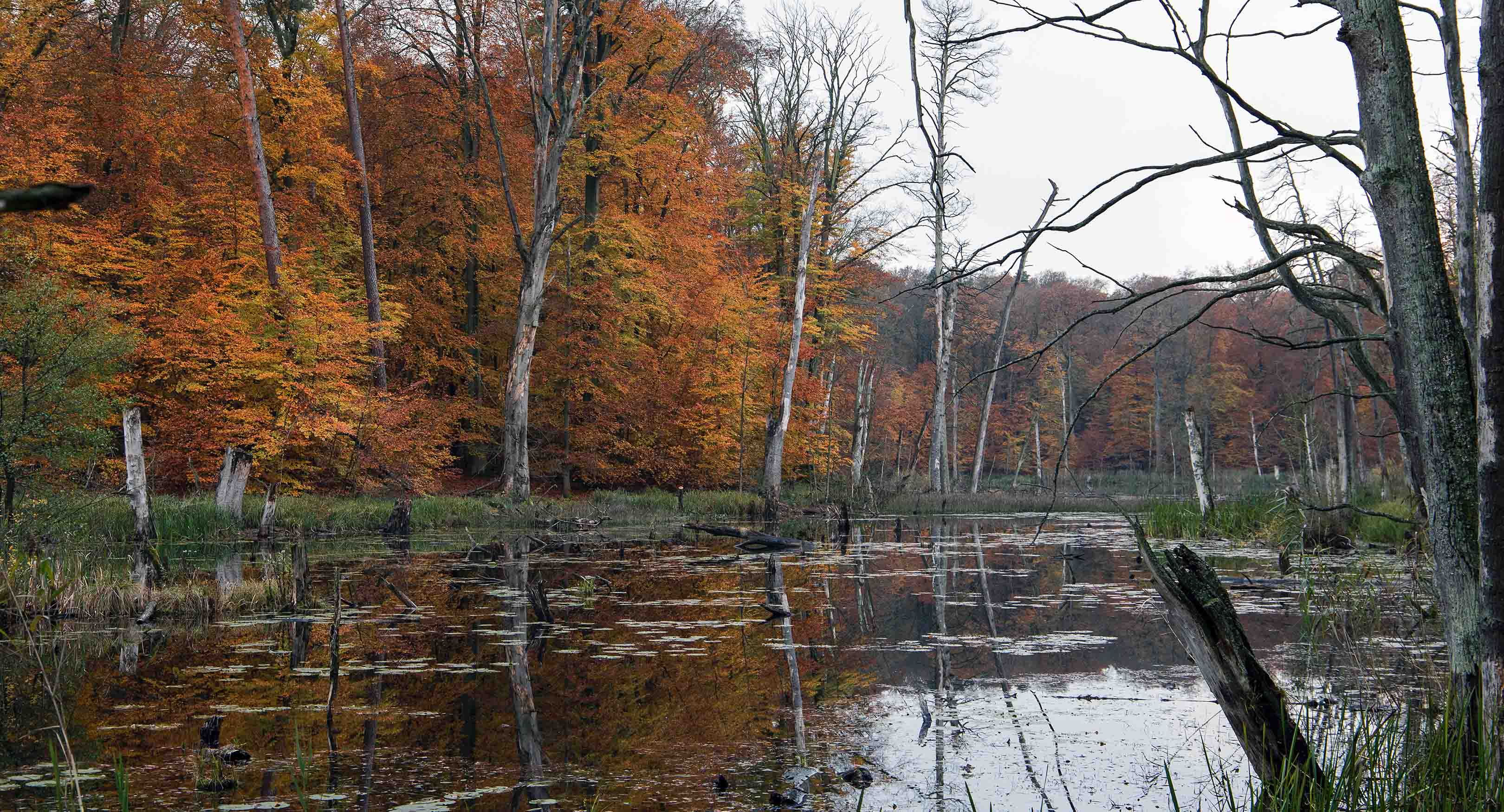

Template:COord
施韋恩加滕湖（德語：Schweingartensee），是德國的湖泊，位於該國東北部梅克倫堡-前波美拉尼亞州，由梅克倫堡湖區郡負責管轄，長2.2公里、寬0.6公里，面積0.72平方公里，海拔高度72米，平均水深7米，最大水深31米，水體容量502萬立方米。